# 三糖
三糖（さんとう、trisaccharide）は、3分子の単糖が2つのグリコシド結合で繋がったオリゴ糖である。二糖と同様、グリコシド結合は単糖のどのヒドロキシル基とも形成できる。三糖を構成する単糖がすべて同じで位置化学と立体化学が異なる三糖は、化学的・物理的性質が異なるジアステレオマーである。

## 三糖の例
| 三糖               | ユニット1    | 結合   | ユニット2    | 結合   | ユニット3    |
| ------------------ | ------------ | ------ | ------------ | ------ | ------------ |
| ニゲロトリオース   | グルコース   | α(1→3) | グルコース   | α(1→3) | グルコース   |
| マルトトリオース   | グルコース   | α(1→4) | グルコース   | α(1→4) | グルコース   |
| メレジトース       | グルコース   | α(1→2) | フルクトース | α(1→3) | グルコース   |
| マルトトリウロース | グルコース   | α(1→4) | グルコース   | α(1→4) | フルクトース |
| ラフィノース       | ガラクトース | α(1→6) | グルコース   | β(1→2) | フルクトース |
| ケストース         | グルコース   | α(1→2) | フルクトース | β(1→2) | フルクトース |